# 남오세아니아어군
남오세아니아어군(영어: Southern Oceanic languages)은 바누아투와 누벨칼레도니의 오세아니아어군 언어들이 이루는 연결체이다. 이 어군은 Lynch, Ross & Crowley (2002)에서 처음 제안되었으며 이후의 분석에서도 지지되었다. 남오세아니아어군은 내적인 계층 구조가 명확하게 정의되는 어군이 아니라 연결체로 여겨진다.

## 분류
Lynch (1995)에서는 남오세아니아어군 언어들을 다음과 같이 잠정적으로 분류했다.
- 뱅크스토레스어군
- 북서산토어군
- 남서산토어군
- 사카오어
- 동산토어군
- 암바에마에우오어군
- 핵심 남오세아니아 연결체
  - 중앙바누아투 연결체
    - 말레쿨라해안어군
    - 말레쿨라내륙어군
    - 펜테코스트어군
    - 암브림파마어군

  - 에피에파테어군
    - 에피어군
    - 셰퍼드제도북에파테어군

  - 남에파테남멜라네시아 연결체
    - 남에파테 방언연속체
    - 남멜라네시아어군
      - 남바누아투어군
      - 누벨칼레도니어군

이 분류는 다소 막연하다. 비핵심 분기군들은 북바누아투어군이라는 이름 아래에 포괄되어 있으나, 구별되는 특징 없이 나머지 언어들을 묶은 것에 불과하다.
Clark (2009)에서는 북부와 중부의 언어들을 약간 다르게 분류한다.
북중바누아투어군
- 동산토어군
- 말레쿨라내륙어군
- 북동바누아투뱅크스제도어군
  - 중앙바누아투어군
  - 동바누아투어군
  - 에피어군
  - 말레쿨라해안어군
  - 서산토어군

남바누아투어군 및 누벨칼레도니어군은 언급되지 않는다.

## 참고 문헌
- Lynch, John, Malcolm Ross & Terry Crowley. 2002. The Oceanic languages. Richmond, Surrey: Curzon Press.
- Clark, Ross. 2009. *Leo Tuai: A comparative lexical study of North and Central Vanuatu languages. Canberra ACT.: Pacific Linguistics (Research School of Pacific and Asian Studies, The Australian National University).